# Henriette Guiral
Pour les articles homonymes, voir Guiral.
Henriette Guiral (née le 23 mars 1889 à Menetou-Couture et morte le 6 mai 1945 à Rumpshagen, peu de temps après sa libération de Ravensbrück) est une résistante française, membre du réseau Gallia-Kasanga. Elle est reconnue Morte pour la France, décorée de la Légion d'honneur, de la Croix de guerre et de la Médaille de la Résistance.

## Biographie
Henriette Corot est née le 23 mars 1889 à Menetou-Couture, dans le Cher.  Elle est la petite-fille du peintre Jean-Baptiste Camille Corot.
Elle s'engage dans la Résistance dans les Forces françaises combattantes, comme de nombreux membres de sa famille, à commencer par son mari Paul Guiral, leur fille Suzanne Guiralet son neveu Georges Guiral.
Elle est agente P2, chargée de mission de 3e classe dans le réseau Gallia-Kassanga (grade homologué de sous-lieutenant).
La Gestapo se présente au petit matin du 4 mai 1944 au domicile de la famille Guiral à Montauban, à la recherche de Paul Guiral qui est absent. Quelques heures plus tard, le temps pour Henriette et Suzanne Guiral de faire disparaître tout élément compromettant, ils reviennent et, n'obtenant aucune information malgré les brutalités, arrêtent les deux femmes.
Elles sont transférées à la prison Saint-Michel à Toulouse, puis à la caserne Caffarelli et au fort de Romainville avant d'être déportées par le convoi du 1er juillet 1944 qui part de la gare de Bercy à Paris, à destination de Neue Bremm, puis vers les camps de Sarrebrück et Ravensbrück où elles sont internées,. Elles sont plus tard affectées au camp de travail annexe de Neubrandenbourg.Henriette Guiral est déjà très malade mais parvient à rester toujours auprès de sa fille Suzanne.
Henriette Guiral meurt d'épuisement le 6 mai 1945 à Rumpshagen, six jours après la libération du camp de Ravensbrück.
Son corps est rapatrié quelques mois plus tard et inhumé dans le caveau familial du cimetière de Pouty à Montauban.
Sa fille Suzanne survit à la déportation.

## Hommages
Henriette Guiral est reconnue Morte pour la France le 6 mai 1945 et Déportée et internée de la résistance (DIR).
Elle reçoit les décorations suivantes :
- Chevalier de la Légion d'honneur à titre militaire[4]
- Croix de guerre 1939–1945, palme de bronze[4]
- Médaille de la Résistance française avec rosette à titre posthume (décret du 20 novembre 1946)[8].

La ville de Montauban lui rend hommage en différents lieux. Son nom est gravé sur le monument aux morts de Montauban, cours Foucault, sur celui du quartier Gasseras, sur une plaque commémorative au 61 rue de la Résistance et sur une plaque apposée dans l'église de Gasseras.
Une rue de la ville porte le nom de Rue Henriette-Guiral depuis 1995,.